# Zaćmienie Słońca z 22 lipca 2009
Całkowite zaćmienie Słońca 2009 – najdłuższe całkowite zaćmienie Słońca XXI wieku było widoczne w środę 22 lipca 2009. Zaćmienie rozpoczęło się na północno-zachodnim wybrzeżu Indii, przeszło przez północną część kraju, ukazało się nad Himalajami, skąd przesunęło się na tereny Chin. Na wysokości Szanghaju weszło nad Pacyfik, gdzie osiągnęło maksymalną długość trwania by zakończyć się w centralnej części oceanu.